# ライアン・キューシック
ライアン・キューシック (Ryan Cusick, 1999年11月12日 - ) は、アメリカ合衆国マサチューセッツ州サドベリー出身のプロ野球選手（投手）。右投右打。MLBのフィラデルフィア・フィリーズ所属。

## 経歴

### プロ入り前
2018年のMLBドラフト40巡目でシンシナティ・レッズから指名をされたが、契約せずにウェイクフォレスト大学に進学した。

### プロ入りとブレーブス傘下時代
2021年のMLBドラフト1巡目（全体24位）でアトランタ・ブレーブスに指名され、契約した。プロ入り後はA-級のオーガスタ・グリーンジャケッツでプロデビューを果たした。この年は6試合に先発して0勝1敗、防御率2.76を記録した。

### アスレチックス傘下時代
2022年3月14日にマット・オルソンとのトレードでクリスティアン・パチェ、シェイ・ランゲリアーズ、ジョーイ・エステスと共にオークランド・アスレチックスに移籍した。シーズンでは、開幕をAA級のミッドランド・ロックハウンズで迎えた。同年秋はメサ・ソーラーソックスに配属された。
2023年もAA級ミッドランドで迎えたが、9月19日にAAA級ラスベガス・アビエイターズに配属された。
2024年も開幕はAA級ミッドランドで迎えたが、6月1日から6月11日までAAA級ラスベガスに配属された。11月19日にメジャー契約を結び40人枠入りした。
2025年は開幕でマイナー・オプションでAAA級ラスベガスに配属され、アクティブ・ロースター入りすることなく5月27日にショーン・ニューカムを獲得したことに伴って、マット・クルックと共にDFAとなった。

### タイガース傘下時代
2025年5月30日にウェイバー公示を経て、デトロイト・タイガースへ移籍した。移籍後、マイナー・オプションでAAA級トレド・マッドヘンズに配属されたが、出場機会の無いまま、6月2日にジャスティン＝ヘンリー・マロイがマイナー・オプションで降格したことなどに伴い、DFAとなった。

### ホワイトソックス傘下〜フィリーズ傘下時代
2025年6月4日にウェイバー公示を経てシカゴ・ホワイトソックスに移籍したものの、翌々日にカイル・ティールを昇格させることに伴ってDFAとなり、同月8日にウェイバー公示を経てフィラデルフィア・フィリーズに移籍した。